# Li Yujia
Li Yujia (chiń. 李羽佳; ur. 18 stycznia 1983 w Hubei) – urodzona w Chinach zawodniczka badmintona reprezentująca Singapur.
Brała udział w Igrzyskach w Pekinie. W grze mieszanej odpadła w pierwszej rundzie, a w grze podwójnej kobiet w ćwierćfinałach.